# Ramp van Aberfan
De Ramp van Aberfan vond plaats op 21 oktober 1966 in het plaatsje Aberfan nabij Merthyr Tydfil in Zuid-Wales. Het dorp raakte 's morgens gedeeltelijk bedolven onder een ineenzakkende afvalberg van een steenkoolmijn die naast het dorp gelegen was. Door zware regenval was de mijnsteenberg instabiel geworden. De berg bedolf onder andere een basisschool waardoor 116 kinderen om het leven kwamen. In totaal vonden 144 mensen de dood. Klachten over de instabiliteit van de afvalberg waren jaren genegeerd door de nationale kolenraad en de overheid. Na een maandenlange rechtszaak moest de mijnmaatschappij vijfhonderd pond per omgekomen kind betalen. Koningin Elizabeth II bezocht het dorp negen dagen na de ramp. Zij zou er later nog viermaal terugkeren. Het Aberfandrama en haar betrokkenheid daarbij is verfilmd in aflevering 3 van seizoen 3 van The Crown van onlinestreamingsdienst Netflix.
Overigens vonden er in de 18e, 19e en 20e eeuw tientallen ongelukken plaats in de mijnen in de omgeving van Aberfan. Honderden mensen zijn daarbij om het leven gekomen. In 1989 werd de laatste mijn bij het dorp gesloten.